# Marina Ricolfi Doria
Marina Ricolfi Doria, znana jako Marina Doria (ur. 12 lutego 1935 w Genewie) – narciarka wodna włoskiego pochodzenia, reprezentująca Szwajcarię. Uczestniczyła w mistrzostwach świata w narciarstwie wodnym, w latach 1953, 1955 i 1957. Jest także zwyciężczynią licznych europejskich i szwajcarskich zawodów. Żona Wiktora Emanuela Sabaudzkiego.

## Życiorys

### Pochodzenie rodziny
Córka René Italo Ricolfi Dorii (René Italo Ricolfi Doria) (1901-1970), przemysłowca szwajcarskiego włoskiego pochodzenia, i Iris Amelii wł. Iris Amalia Benvenuti (1905-2004).
Ma trzy siostry: Sylwię, Ninę i Adelę, oraz brata Dominika.
Rodzina Ricolfi Dorii pochodzi z Genui. Założycielem rodziny był Jan Ricolfi (1766-1846), który w dniu 24 kwietnia 1803 pojął za żonę brzemienną Geronimę Anielę Marię Dorię (1775-1803), córkę markiza Franciszka Józefa Dorii i Teresy Sauli. Doriowie należą do najznamienitszych rodów genueńskich począwszy od X i najważniejszych rodzin w historii Włoch.
Franciszek Adrian Ricolfi Doria, wnuk Jana, przeniósł się do Genewy, gdzie otrzymał obywatelstwo Szwajcarii. Jego żona Éveline Claparède należała do starej burżuazyjnej rodziny genewskiej pochodzenia francuskiego związanej za znanym bankierem Jakubem Neckerem.
Ponieważ Franciszek Józef Doria był markizem, rodzina Ricolfi Doria rości sobie pretensje do tego tytułu, ale jego przejście po kądzieli nigdy nie zostało potwierdzone.

### Kariera sportowa
W 1955 roku udała się na Florydę gdzie stała się główną atrakcją w parku rozrywki Cypress Gardens. Marina była mistrzynią jazdy na nartach wodnych, wzięła udział w 3 mistrzostwach świata (1953, 1955 i 1957) i zdobyła w swojej karierze sportowej 23 tytuły szwajcarskie, 12 europejskich (1953-56) i 4 światowe, stając się pierwszą Szwajcarką, która zdobyła tytuł mistrzyni świata w tym sporcie. Międzynarodowa Federacja Narciarstwa Wodnego wybrała ją w 1991 r. do swojego panteonu.

### Małżeństwo
Od 1954 roku przyjaciółka Wiktora Emanuela Sabaudzkiego.
Ich małżeństwu był przeciwny ojciec Wiktora Emanuela, Humbert II, który nie udzielił na niego zgody, ponieważ Marina nie była równego pochodzenia (nie była królewskiej krwi).
W dniu 15 grudnia 1969 Wiktor Emanuel „zdetronizował” (nie mając ku temu żadnych praw) swego ojca, Humberta II i ogłosił się „Królem Włoch”, aby złamać opór ojca, przeciwko jego małżeństwu z Mariną Dorią. Następnego dnia, aby poprawić wizerunek burżuazyjnej przyjaciółki, Wiktor Emanuel, wydał „dekret królewski”, w którym nadał Marinie Ricolfi Doria tytuł: Księżna Sant’Anna di Valdieri (miejscowość w dolinie Gesso). Para zawarła ślub cywilny 11 stycznia 1970 w Las Vegas i kościelny 7 października 1971 roku w Teheranie. W dniu 22 czerwca 1972 r. w Genewie urodził im się syn Emanuel Filibert.
W 2002 r. został zniesiony artykuł republikańskiej konstytucji Włoch, obowiązującej od 1 stycznia 1948 r., zakazujący męskim potomkom domu Sabaudzkiego wjazdu i przebywania na terytorium Republiki Włoskiej. W tym samym roku mąż i syn Mariny przysięgli na piśmie bezwarunkową wierność konstytucji i prezydentowi Republiki, tym samym zrzekając się wszelkich roszczeń dynastycznych do państwa Włoskiego.
Pozwoliło to Marinie i jej mężowi na powrót do Włoch, który nastąpił w tym samym roku. Od 2013 r. Marina może korzystać z prawa występowania w białym stroju podczas audiencji u papieża, tzw. przywilej bieli.
Trwa spór pomiędzy Wiktorem Emanuelem a Amadeuszem Sabaudzkim-Aosta o tytuł księcia Sabaudii i bycie głową domu Sabaudzkiego. Amadeusz i jego zwolennicy podnoszą, że Wiktor Emanuel nie uzyskał zgody swego ojca na małżeństwo, jaka jest wymagana zgodnie z regułami domu Sabaudzkiego, a także przysiągł wierność Republice Włoskiej, rezygnując z roszczeń do tronu. W 2010 r. sąd zakazał używania tytułu księcia Sabaudii Amadeuszowi, jednak sąd wyższej instancji uchylił wyrok.

## Ordery i tytuły honorowe
- Dama Orderu Świętych Maurycego i Łazarza (Włochy)[24][5]
- Dama Wielkiego Krzyża Honoru i Dewocji Suwerennego Rycerskiego Zakonu Szpitalników św. Jana, z Jerozolimy, z Rodos i z Malty[25]
- Dama Wielkiego krzyża Świętego Konstantyńskiego Orderu Rycerskiego Świętego Jerzego[24][5]
- Order Świętego Piotra
- Wysoce Szlachetny Order Krzyża Gwiaździstego[25]
- Medal 2500-lecia Imperium Perskiego nadany 14 października 1971[20]

## Tytuły
- 1935 – 1969: markiza[b] Marina Ricolfi Doria
- 1969 – 1970: markiza[b] Marina Ricolfi Doria, księżna Sant’Anna di Valdieri[c]
- 1970 – 1971: księżna Marina Sabaudzka, księżna Sant’Anna di Valdieri[c]
- 1971 – 1983: Jej Królewska Wysokość Księżna Marina Sabaudzka[a], Dziedziczna Księżna Włoch[a], Księżna Neapolu
- 1983 – obecnie: Jej Królewska Wysokość Księżna (Principessa) Marina Sabudzka[a], Księżna Neapolu, Księżna (Duchessa) Sabaudii[a]